# Hood River (Oregon)
Hood River – miasto w Stanach Zjednoczonych, w stanie Oregon, siedziba administracyjna hrabstwa Hood River.